# Krasnyj Jatwiż
Krasnyj Jatwiż (ros. Красный Ятвиж) – wieś (dieriewnia) w Rosji, w obwodzie briańskim, w rejonie kletniańskim. W 2010 liczyła 51 mieszkańców.